# 阿伊努革命论
阿伊努革命论是日本新左翼的一个政治思想，也是穷民革命论的一个亚种，以阿伊努人为焦点。
1960年代末，全学共鬥会议的兴起使新左翼运动中的穷民革命论开始抬头。该理论认为“穷民是革命的主体”。阿伊努人被大和民族认为是穷民中的一类，阿伊努人传统采用原始共产主义制度，因此被认为是共产主义革命的旗手。
阿伊努人的民族运动最早目的是寻求废除明治时代制定的歧视阿伊努人法律《北海道旧土人保护法》。1973年，左翼思想家太田龙在其著作中提出阿伊努革命论。之后，左翼组织以北海道为中心，在全国各地发生数起恐怖袭击事件，以谋求阿伊努民族运动。
结城庄司、山本一昭等人在1972年建立阿伊努解放同盟，以谋求阿伊努人的权利。最初结城与太田龙关系良好，但后来结城认为阿伊努革命论太荒唐，批判太田，两人因而绝交。
后来太田转为生态学家和阴谋论者，阿伊努革命论急速衰退。

## 事件
- 沙牟奢允像事件 1972年9月20日
- 風雪の群像・北方文化研究施設爆破事件 1972年10月23日
- 白老町長襲撃事件 1974年3月9日
- 北海道神宮放火事件 1974年11月10日
- 北海道警察本部爆破事件 1975年7月19日
- 北海道庁爆破事件 1976年3月2日
- 東本願寺爆破事件 1977年11月2日